# Htin Kyaw
Htin Kyaw (ur. 20 lipca 1946 w Rangunie) – birmański polityk, prezydent Mjanmy od 30 marca 2016 do 21 marca 2018.

## Życiorys
Pochodzi z zaangażowanej politycznie rodziny, jest synem wieloletniego działacza Narodowej Ligi na rzecz Demokracji i zięciem jednego z jej założycieli. Ukończył ekonomię na Uniwersytecie w Rangunie, następnie kontynuował naukę w Londynie. Zaangażował się w działalność NLD w połowie lat 1990. Od 2012 roku prowadził fundację matki Aung San Suu Kyi – Daw Khin Kyi – która działała na rzecz zdrowia, edukacji i warunków życia w najbiedniejszych regionach kraju.
Po wygranych przez NLD wyborach parlamentarnych, 15 marca 2016 został wybrany przez parlament na prezydenta kraju. 30 marca został oficjalnie zaprzysiężony, zastępując na tym stanowisku Theina Seina.
21 marca 2018 zrezygnował z piastowania urzędu prezydenta Mjanmy. 